# Mierniki nierówności dochodowych
Mierniki nierówności dochodowych są wykorzystywane przez badaczy społecznych do mierzenia rozkładu dochodu i nierówności ekonomicznych między uczestnikami danej gospodarki (danego kraju, całego świata). Liczne teorie próbują wyjaśnić w jaki sposób powstają nierówności dochodów, natomiast mierniki nierówności dochodów zapewniają system pomiaru stosowany do określania dyspersji dochodów. Pojęcie nierówności różni się od ubóstwa i sprawiedliwości.
Podział dochodu to od zawsze główny przedmiot teorii ekonomicznej i polityki gospodarczej. Klasyczni ekonomiści, tacy jak Adam Smith, Thomas Malthus i David Ricardo, badali głównie rozkład czynników dochodów, to jest rozkład dochodów między głównymi czynnikami produkcji: ziemi, pracy i kapitału. Często wiąże się to z podziałem bogactwa, chociaż wpływają na to odrębne czynniki.
Współcześni ekonomiści rozpatrują ten problem skupiając większą uwagę na podziale dochodów między osoby fizyczne i gospodarstwa domowe. Teoretyczne i polityczne dylematy obejmują związek między nierównością dochodów a wzrostem gospodarczym. W artykule nierówności ekonomiczne omawiane są społeczne i polityczne aspekty pytań dotyczących podziału dochodu.

## Definiowanie dochodu
Wszystkie wskaźniki opisane poniżej mają zastosowanie w ocenie nierówności dystrybucyjnej różnych rodzajów zasobów. W tym przypadku nacisk kładzie się na dochód jako zasób. Istnieją różne formy „dochodu”. Z tego powodu należy dokładnie opisać jego badany rodzaj.
Jedna z form dochodu to łączna kwota towarów i usług otrzymywanych przez daną osobę, zatem nie muszą to być pieniądze. Zboże uprawiane przez rolnika prowadzącego własne gospodarstwo w Ugandzie będzie liczone jako dochód. Usługi takie jak zdrowie publiczne i edukacja również brane są pod uwagę. Często do pomiaru dochodu wykorzystywane są wydatki lub konsumpcja (które są tym samym w sensie ekonomicznym). Bank Światowy wykorzystuje tak zwane „ankiety pomiaru jakości życia” do pomiaru dochodu. Składają się one z kwestionariuszy zawierających ponad 200 pytań. Ankiety zostały wykonane w większości krajów rozwijających się.
Stosowany do analizy nierówności dochodów w poszczególnych krajach, „dochód” zazwyczaj oznacza opodatkowany dochód na gospodarstwo domowe lub osobę. W tym przypadku miary nierówności dochodów można również wykorzystać do porównania rozkładów dochodów przed opodatkowaniem, a także po opodatkowaniu, w celu oceny skutków progresywnych stawek podatkowych.

## Właściwości wskaźników nierówności
Gdy funkcja jest nieciągła, wskaźnik nierówności ekonomicznych może być wyrażony przez funkcję I (x), gdzie x jest zbiorem n wartości ekonomicznych (np. bogactwa lub dochodu) x={x1, x2, ..., xn}, gdzie xi jest wartością ekonomiczną związaną z „agentem gospodarczym” i.
W ekonomicznej literaturze dotyczącej nierówności postuluje się cztery właściwości, które każda miara nierówności powinna spełniać:
- Anonimowość lub symetria

Jest to założenie, że wskaźnik nierówności nie zależy od „etykietowania” jednostek w gospodarce, a wszystko, co się liczy, to rozkład dochodów. Na przykład w gospodarce złożonej z dwóch osób, pana Kowalskiego i pani Nowak, gdzie on ma 40% dochodu, a ona 60%, wskaźnik nierówności powinien być taki sam, niezależnie od tego, kto z nich ma 60% udziału. Ta właściwość odróżnia pojęcie nierówności od pojęcia sprawiedliwości, w przypadku której to kto ma określony poziom dochodu oraz w jaki sposób go uzyskał, ma kluczowe znaczenie. Miara nierówności obrazuje, w jaki sposób dochód jest dzielony, a nie to, kim są poszczególni ludzie w gospodarce lub na jaki rodzaj dochodu „zasługują”.
Jest to wyrażone matematycznie:
{\displaystyle I(P(x))=I(x)}
gdzie P(x) oznacza dowolną permutację x;
- Skala niezależności lub jednorodności

Bogatszych gospodarek nie należy automatycznie uważać za bardziej nierówne pod względem budowy. Innymi słowy, jeśli dochód każdej osoby w gospodarce jest podwojony (lub pomnożony przez jakąkolwiek dodatnią stałą), wówczas ogólny wskaźnik nierówności nie powinien się zmienić. To dotyczy również biedniejszych gospodarek. Wskaźnik dochodu z nierówności powinien być niezależny od zagregowanego poziomu dochodu. 
Można to określić jako:
{\displaystyle I(\alpha x)=I(x)}
gdzie α jest dodatnią liczbą rzeczywistą.
- Niezależność od populacji

Podobnie wskaźnik nierówności dochodów nie powinien zależeć od wielkości populacji. Gospodarka z kilkoma osobami nie powinna być automatycznie oceniana na podstawie tego wskaźnika jako bardziej równa niż duża gospodarka z dużą liczbą ludzi. Oznacza to, że metryka powinna być niezależna od poziomu populacji. 
Zazwyczaj jest to przedstawiane:
{\displaystyle I(x\cup x)=I(x)}
gdzie {\displaystyle x\cup x} jest sumą dwóch x.
- Zasada transferu

Zasada Pigou–Dalton, czyli zasada transferu, jest założeniem, które sprawia, że metryka nierówności jest w rzeczywistości miarą nierówności. W swojej słabej formie oznacza, że jeśli pewien dochód zostanie przeniesiony z osoby bogatej do osoby biednej, przy jednoczesnym zachowaniu kolejności rang dochodów, wówczas zmierzona nierówność się nie zmieni. W swojej silnej formie zmierzony poziom nierówności powinien się zmniejszyć.
Inne przydatne, ale nieobligatoryjne właściwości obejmują: 
- Nieujemność

Indeks I(x) jest większy lub równy zero.
- Rozkład egalitarny

Indeks I(x) wynosi zero w przypadku egalitarnym, gdy wszystkie wartości xi są równe.
- Górne ograniczenie maksymalną nierównością

Indeks I(x) osiąga maksymalną wartość dla maksymalnej nierówności (wszystkie xi są równe zero, z wyjątkiem jednego). Ta wartość jest zwykle jednością, gdy liczba agentów n zbliża się do nieskończoności.
- Rozkładalność podgrupy

Ta właściwość stwierdza, że jeśli zestaw agentów x jest podzielony na dwa rozłączne podzbiory (y i z), to I(x) można wyrazić jako:
{\displaystyle I(y\cup z)=w_{y}(y,z)I(y)+w_{z}(y,z)I(z)+w_{\mu }(y,z)I({\mu _{y},\mu _{z}})}
gdzie μ(x) i μ(y) są średnimi dochodami x i y.
{\displaystyle \mu _{x}={\frac {1}{n}}\sum _{1}^{n}x_{i}}
funkcje w to skalarne wagi zestawów y i z. W mocniejszym stwierdzeniu wy = μy / μx i wz = μz / μx .

## Powszechne miary nierówności dochodów
Do najczęstszych miar używanych do pomiaru nierówności należą indeks Giniego (znany też jako współczynnik Giniego), indeks Theila oraz indeks Hoovera. Posiadają wszystkie cztery właściwości opisane powyżej.
Inną właściwością miary nierówności, która może być pożądana z empirycznego punktu widzenia, jest jej „rozkładalność”. Oznacza to, że jeśli dana gospodarka zostanie podzielona na podregiony, a miernik nierówności zostanie obliczony osobno dla każdego podregionu, wtedy miarą nierówności dla całej gospodarki powinna być suma średniej ważonej nierówności regionalnych i wielkości proporcjonalnej do nierówności średnich regionów (w słabszej formie oznacza to, że powinna to być sprecyzowana funkcja nierówności międzyregionalnych, choć niekoniecznie liniowa). Z powyższych indeksów tylko indeks Theila ma tę właściwość.
Wskaźniki nierówności dochodów są zbiorczymi statystykami, które mają na celu zebranie całego podziału dochodów w jeden indeks. Z tego powodu informacje na temat zmierzonej nierówności są niepełne. To ograniczenie informacji jest celem obliczania miar nierówności, ponieważ zmniejsza ich złożoność.
Słabszą redukcję złożoności osiąga się, jeżeli dystrybucje dochodów są opisywane za pomocą udziałów w całkowitych dochodach. Zamiast wykazywać jedną miarę, badaną ludność dzieli się na segmenty, takie jak kwintyle (lub inny odsetek populacji). Każdy segment często zawiera taki sam udział osób zarabiających. W przypadku nierównego podziału dochodu udziały dochodów dostępne w każdym segmencie są różne.
Często zdarza się, że wspomniane wyżej wskaźniki nierówności są obliczane na podstawie danych z segmentów bez oceny nierówności w tych segmentach. Im większa liczba segmentów (takich jak decyle zamiast kwintylów), tym bliżej zmierzonej nierówności rozkładu do rzeczywistej nierówności. Jeśli znana jest nierówność w obrębie segmentów, całkowitą nierówność można określić za pomocą tych wskaźników nierówności, które mają właściwość „rozkładania się”.
Kwantylowe miary nierówności spełniają zasadę transferu tylko w jej słabej formie, ponieważ wszelkie zmiany w rozkładzie dochodów poza odpowiednimi kwintylami (kwartylami etc.) nie są uwzględniane przez te miary; jedynie podział dochodów między skrajnie bogatych i skrajnie biednych ma znaczenie, podczas gdy nierówności pośrodku nie odgrywają żadnej roli.

### Indeks Giniego

PKB na mieszkańca PPP (PSN) a indeks Giniego w poszczególnych krajach

Indeks Giniego posiada zakres od 0 do 1 (0% i 100%), gdzie 0 oznacza idealną równość, a 1 (100%) oznacza całkowitą nierówność.
Indeks Giniego to najczęściej stosowany wskaźnik nierówności. Przyczyną jego popularności jest to, że łatwo jest zrozumieć sposób obliczania indeksu Giniego jako stosunku dwóch obszarów na wykresie krzywej Lorenza. Wadą jest to, że indeks Giniego odwzorowuje właściwości diagramu, ale sam diagram nie jest oparty na żadnym modelu procesu dystrybucji. „Znaczenie” indeksu Giniego można zrozumieć tylko empirycznie. Ponadto Gini nie rejestruje, gdzie w rozkładzie występuje nierówność. W rezultacie dwa bardzo różne rozkłady dochodów mogą mieć ten sam indeks Giniego.

### Wskaźnik 20:20

PKB na mieszkańca PPP (PSN) a wskaźnik 20:20 w poszczególnych krajach

Współczynnik 20:20 lub 20/20 porównuje, o ile bogatsze są górne 20% populacji od dolnych 20% populacji. Może to bardziej ujawniać faktyczny wpływ nierówności w populacji, ponieważ zmniejsza on wpływ na statystyki wartości odstających na górze i na dole i zapobiega środkowej 60% przed statystycznym zaciemnianiem nierówności. Miara ta jest wykorzystywana w Programie Rozwoju ONZ Wskaźniki Rozwoju Społecznego. Wskaźnik 20:20 pokazuje na przykład, że Japonia i Szwecja mają niską lukę w zakresie równości, gdzie najbogatsze 20% zarabia tylko 4 razy więcej niż najbiedniejsze 20%, podczas gdy w Wielkiej Brytanii 7 razy, a w USA 8 razy więcej. Niektórzy uważają, że wskaźnik 20:20 jest bardziej przydatnym miernikiem, ponieważ dobrze koreluje z miernikami rozwoju człowieka i stabilności społecznej, w tym wskaźnikiem dobrostanu dzieci, wskaźnikiem problemów zdrowotnych i społecznych, populacji w więzieniu, zdrowia fizycznego, zdrowia psychicznego i wieloma innymi.

### Wskaźnik Palma

Współczynnik PKB per capita PPP (PSN) a wskaźnik Palma w poszczególnych krajach

Wskaźnik Palma jest stosunkiem udziału najbogatszego 10% populacji w dochodzie narodowym brutto podzielony przez udział najbiedniejszego 40% populacji. Wskaźnik opiera się na pracy chilijskiego ekonomisty Gabriela Palmy. Stwierdził on, że dochody klasy średniej prawie zawsze stanowią około połowy dochodu narodowego brutto, podczas gdy druga połowa jest podzielona między najbogatsze 10% a najbiedniejsze 40%, ale udział tych dwóch grup znacznie się różni w różnych krajach.
Wskaźnik Palma niejako odpowiada na problem nadwrażliwości indeksu Giniego na zmiany w środku rozkładu i niewrażliwości na zmiany na górze i na dole, a zatem dokładniej odzwierciedla wpływ ekonomiczny nierówności dochodów na społeczeństwo jako całość. Palma zasugerował, że polityka dystrybucji dotyczy głównie zmagań między bogatymi i biednymi, oraz tymi, których stronę „biorą” klasy średnie.

### Indeks Hoovera(inne języki)
Indeks Hoovera jest najprostszym do obliczenia spośród wszystkich mierników nierówności: jest to proporcja wszystkich dochodów, które musiałyby zostać zredystrybuowane, aby osiągnąć stan doskonałej równości.
W idealnie równym świecie nie jest potrzebna redystrybucja zasobów, by osiągnąć równy rozkład: wtedy wskaźnik Hoovera jest równy 0. W świecie, w którym cały dochód byłby uzyskiwany przez jedną rodzinę, niemal 100% tego dochodu musiałoby zostać zredystrybuowane w celu osiągnięcia równości. Indeks Hoovera mieści się w zakresie od 0 do 1 (0% i 100%), gdzie 0 oznacza idealną równość, a 1 (100%) oznacza maksymalną nierówność.

### Wynik Galta
Wynik Galta to prosty stosunek wynagrodzenia dyrektora generalnego firmy do wynagrodzenia pracownika znajdującego się w medianie płac tej firmy. Firma, która płaci swojemu dyrektorowi wielokrotnie więcej niż pracownikowi otrzymującemu środkowe wynagrodzenie, będzie miała wysoki wynik Galta.
Nazwa wskaźnika wywodzi się od fikcyjnej postaci Johna Galta w powieści Ayn Rand Atlas Wzruszył ramionami (1957). 
Wynik obliczany jest na podstawie całkowitego wynagrodzenia dyrektora generalnego, w tym pensji, premii, otrzymanego udziału w akcjach firmy i opcji na akcje dla pracowników, a także wynagrodzeń z tytułu programów motywacyjnych innych niż akcje oraz niekwalifikowanego odroczonego wynagrodzenia. 

### Współczynnik zmienności
Współczynnik zmienności jest to iloraz pierwiastka kwadratowego wariancji dochodów i średniego dochodu. Ma tę zaletę, że jest wygodny w użyciu w matematyce, a jego kwadrat rozkłada się na podgrupy, ale nie jest ograniczony z góry.

### Udział w wynagrodzeniach(inne języki)
Udział w wynagrodzeniu jest to stosunek zagregowanego wynagrodzenia pracowników do Produktu Krajowego Brutto. Innymi słowy, jest to suma dochodów pracowników podzielona przez dochód narodowy.

### Indeks Theila(inne języki)
Indeks Theila równy 0 oznacza idealną równość. Gdy przyjmuje wartość 1 wskazuje, że entropia rozkładu badanego układu jest podobna do układu o rozkładzie 82:18. Jest to nieco większa nierówność niż w systemie, do którego stosuje się „zasadę Pareto 80:20”. Indeks Theila można przekształcić w indeks Atkinsona, który ma zakres od 0 do 1 (0% i 100%), gdzie 0 oznacza idealną równość, a 1 (100%) oznacza maksymalną nierówność.
Indeks Theila jest miarą entropii. Podobnie jak w przypadku każdej dystrybucji zasobów oraz w odniesieniu do teorii informacji, „maksymalna entropia” zachodzi, gdy osoby osiągające dochód nie mogą być rozróżnione według zasobów, czyli istnieje idealna równość. W prawdziwych społeczeństwach ludzi można odróżnić po ich różnych zasobach, przy czym zasoby te stanowią dochód. Im bardziej rozkłady zasobów są „rozróżnialne”, tym niższa jest „rzeczywista entropia” systemu składającego się z dochodów i osób uzyskujących dochód. Na podstawie teorii informacji lukę między tymi dwiema entropiami można nazwać „redundancją”. Ma ona takie właściwości jak negatywna entropia.
Do indeksu Theila użyto również terminu „entropia Theila”. To spowodowało zamieszanie. Na przykład Amartya Sen skomentował indeks Theila, „biorąc pod uwagę negatywną entropię w kontekście termodynamiki, przyzwyczajenie się do niej może zająć trochę czasu”. Ważne jest, aby zrozumieć, że rosnący indeks Theila nie wskazuje na rosnącą entropię, lecz wskazuje na rosnącą redundancję (malejącą entropię).
Duża nierówność jest przyczyną wysokich redundancji Theila. Wysoka redundancja oznacza niską entropię. Nie musi to oznaczać, że bardzo wysoka nierówność jest „dobra”, ponieważ bardzo niskie entropie mogą również prowadzić do gwałtownych procesów kompensacyjnych. Stosowanie indeksu Theila nie oznacza, że bardzo mała nierówność (niska redundancja, wysoka entropia) jest „dobra”, ponieważ wysoka entropia jest związana z powolnymi, słabymi i nieefektywnymi procesami alokacji zasobów.
Istnieją trzy warianty indeksu Theila. W przypadku podziału dochodów, pierwszy indeks Theila odnosi się do systemów, w których dochody są stochastycznie dystrybuowane pomiędzy osoby osiągające dochód, podczas gdy drugi indeks Theila odnosi się do systemów, w których osoby osiągające dochód są stochastycznie dystrybuowane pomiędzy dochody.
Trzeci „symetryczny” indeks Theila jest średnią arytmetyczną dwóch poprzednich indeksów. Formuła trzeciego indeksu Theila ma pewne podobieństwo do indeksu Hoovera. Podobnie jak w przypadku indeksu Hoovera, symetryczny indeks Theila nie zmienia się przy zamianie dochodów i osób osiągających dochód. Jak wygenerować trzeci indeks Theila za pomocą obliczeń w arkuszu kalkulacyjnym bezpośrednio z danych dystrybucyjnych pokazano poniżej.
Ważną właściwością indeksu Theila, która sprawia, że jego stosowanie jest powszechne, jest jego „rozkładalność” na składnik międzygrupowy i wewnątrzgrupowy. Na przykład indeks Theila ogólnej nierówności dochodów może zostać rozłożony na komponenty nierówności między regionami i wewnątrz regionu, podczas gdy względny udział przypisywany składnikowi „między regionami” sugeruje względne znaczenie przestrzennego wymiaru nierówności dochodów.

#### Porównanie indeksu Theila i Hoovera

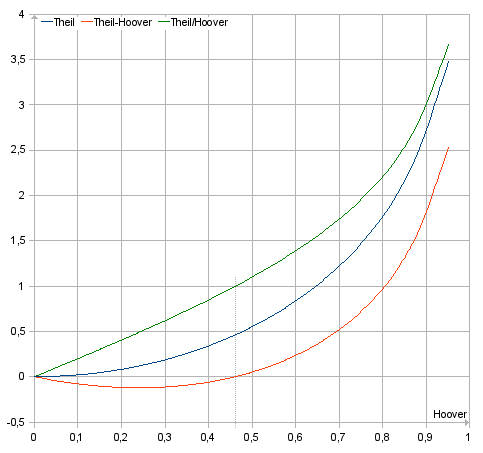
Ilustracja zależności między indeksem Theila oraz indeksem Hoovera dla społeczeństw dzieli się na dwa kwantyle („a-fraktale”). Tutaj indeks Hoovera i Theila są równe przy wartości około 0,46. Czerwona krzywa pokazuje różnicę między indeksem Theila a indeksem Hoovera jako funkcję indeksu Hoovera. Zielona krzywa pokazuje indeks Theila podzielony przez indeks Hoovera jako funkcję indeksu Hoovera.

Indeks Theila wskazuje redundancję dystrybucyjną systemu, w ramach którego dochody przypisuje się osobom zarabiającym w procesie stochastycznym. Dla porównania, indeks Hoovera wskazuje minimalną wielkość odsetka dochodów społeczeństwa, który musiałby zostać rozdzielony, aby została osiągnięta maksymalna entropia. Nieprzekraczanie tego minimalnego rozmiaru wymagałoby doskonale zaplanowanej redystrybucji. Dlatego też indeks Hoovera jest „niestochastycznym” odpowiednikiem „stochastycznego” indeksu Theila.
Zastosowanie indeksu Theila do procesów alokacji w świecie rzeczywistym nie oznacza, że procesy te są stochastyczne: Theil oblicza dystans między uporządkowanym rozkładem zasobów w obserwowanym systemie a końcowym etapem stochastycznego rozkładu zasobów w systemie zamkniętym. Podobnie zastosowanie indeksu Hoovera nie oznacza, że procesy alokacji zachodzą w doskonale zaplanowanej gospodarce: indeks Hoovera określa dystans między rozkładem zasobów w obserwowanym systemie a końcowym etapem planowanego „wyrównania” rozkładu zasobów. W przypadku obu wskaźników takie wyrównanie to pewne odniesienie, a nie cel.
Dla danego rozkładu indeks Theila może być większy lub mniejszy niż indeks Hoovera:
- W przypadku dużych nierówności indeks Theila jest większy niż indeks Hoovera.
Oznacza to osiągnięcie równowagi (maksymalnej entropii) w systemie zamkniętym, więcej zasobów musiałoby zostać ponownie przydzielonych niż w przypadku planowanego i zoptymalizowanego procesu realokacji, w którym tylko niezbędna minimalna część zasobów musiałaby zostać przeniesiona. W przypadku systemu otwartego eksport entropii (import redundancji) pozwoliłby utrzymać dynamikę dystrybucji wynikającą z dużej nierówności.
- W przypadku niskich nierówności indeks Theila jest mniejszy niż indeks Hoovera.
Tutaj, na drodze do osiągnięcia równowagi, planowana i zoptymalizowana realokacja zasobów przyczyniłaby się bardziej do dynamiki redystrybucji niż redystrybucji stochastycznej. Jest to również intuicyjnie zrozumiałe, ponieważ niskie nierówności również osłabiają potrzebę redystrybucji zasobów. Ludzie w takim systemie mogą tolerować lub sprzyjać zwiększeniom nierówności. Ponieważ byłby to wzrost redundacji (spadek entropii), musiałaby ona zostać zaimportowana do społeczeństwa (przy wyeksportowaniu entropii). W takim przypadku społeczeństwo musi być systemem otwartym.

Aby zwiększyć redundancję w społeczeństwie z systemem zamkniętym dystrybucji, entropię należy wyeksportować z podsystemu działającego w tej kategorii ekonomicznej do innych podsystemów z innymi entropiami w społeczeństwie. Na przykład entropia społeczna może wzrosnąć. Jednak w prawdziwym świecie społeczeństwa są systemami otwartymi, ale ta otwartość jest ograniczona możliwościami wymiany entropii między społeczeństwem a jego otoczeniem. W przypadku społeczeństw o rozkładach zasobów, które entropijnie są podobne do rozkładu zasobów w społeczeństwie z podziałem 73:27 (73% zasobów należy do 27% populacji i odwrotnie) punkt, w którym indeks Hoovera i indeks Theila są równe, wynosi około 46% (0,46) dla indeksu Hoovera i indeksu Theila.

## Wskaźniki
W innej powszechnej kategorii wskaźników przyjmuje się stosunek dochodów dwóch różnych grup, zwykle „wyższy nad niższym”. Porównuje to dwie części rozkładu dochodu, a nie dystrybucję jako całość; równość między tymi częściami odpowiada 1:1, a im bardziej nierówne części, tym większy wskaźnik. Statystyki te są łatwe do interpretacji i przekazywania, ponieważ są względne. Nie pokazują natomiast wartości absolutnych.

### Stosunek percentyli

Ten wykres pokazuje dochód z określonego procentu jako stosunek do mediany dla 10 (czerwonego), 20, 50, 80, 90 i 95 (żółtego) percentyla dla Stanów Zjednoczonych w latach 1967–2003. (50 percentyl ma z definicji wskaźnik 1:1)

Często porównuje się dany percentyl z medianą, jak na wykresie po prawej; zestawienie „siedmiocyfrowego podsumowania”, które podsumowuje dystrybucję według określonych percentyli. Takie wskaźniki nie reprezentują ogólnego poziomu nierówności w całej populacji, ale zapewniają miary kształtu rozkładu dochodów. Na przykład załączony wykres pokazuje, że w latach 1967–2003 stosunek dochodów w USA między medianą a 10. i 20. percentylem nie zmienił się znacząco, podczas gdy stosunek między medianą a 80., 90. i 95. percentylem wzrósł. Jest to odzwierciedleniem tego, że wzrost współczynnika Giniego w USA w tym okresie wynika ze wzrostu dochodów osób o wyższych dochodach (w stosunku do mediany), niż strat osób o niższych dochodach (w stosunku do mediany).

Ten wykres pokazuje dochód w danych percentylach od 1947 do 2010 roku w dolarach z 2010. Dwie kolumny liczb w prawym marginesie to skumulowany wzrost w latach 1970–2010 i roczna stopa wzrostu w tym okresie. Skala pionowa jest logarytmiczna, co sprawia, że stały procent wzrostu to linia prosta. Od 1947 do 1970 r. wszystkie percentyle rosły zasadniczo w tym samym tempie; jasne, proste linie dla różnych percentyli w tych latach mają takie same nachylenie. Od tego czasu zaistniała znaczna rozbieżność, a różne percentyle rozkładu dochodów rosły w różnym tempie. Dla amerykańskiej rodziny znajdującej się w medianie dochodów, różnica ta wynosi 39 000 USD rocznie (nieco ponad 100 USD dziennie): Gdyby wzrost gospodarczy w tym okresie był szeroko rozdzielany, podobnie jak w latach 1947–1970, mediaa dochodu gospodarstwa domowego byłaby o 39 000 USD rocznie wyższa niż w 2010 roku. Ten wykres został stworzony przez połączenie danych z US Census Bureau i US Internal Revenue Service. Istnieją metodyczne różnice między tymi dwoma źródłami, ale różnice te są niewielkie w stosunku do skali tego wykresu.

### Udział w dochodach

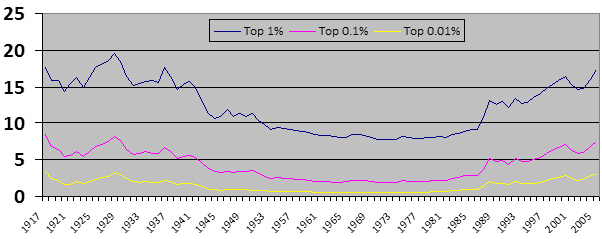
Udział dochodów gospodarstw domowych przed opodatkowaniem uzyskanych przez górne 1%, 0,1% i 0,01% w Stanach Zjednoczonych w latach 1917–2005

Pokrewną klasą wskaźników jest „udział w dochodach” – procent dochodu narodowego stanowiący dochód subpopulacji. Przyjęcie stosunku udziału w dochodzie do wielkości subpopulacji odpowiada stosunkowi średniego dochodu subpopulacji do średniego dochodu. Rozkład dochodu jest ogólnie dodatnio skośny, średnia jest wyższa niż mediana, więc stosunki do średniej są niższe niż stosunki do mediany. Jest to stosowane do pomiaru tej części dochodu, która przypada najlepiej zarabiającym – 10%, 1%, 1%, 0,01% (1 na 10, 100, 1000, 10 000), a także „100 najlepiej zarabiających” lub tym podobnych; w USA 400 najlepiej zarabiających to 0,0002% zarabiających (2 na 1 000 000) – do badania koncentracji dochodów – koncentracji bogactwa, a raczej koncentracji dochodów. Na przykład na wykresie po prawej stronie, udział najlepiej zarabiających osób był w przybliżeniu stały od połowy lat 50 do połowy lat 80, a następnie wzrósł od połowy lat 80 do 2000. Ta zwiększona nierówność została odzwierciedlona we współczynniku Giniego.
Na przykład w 2007 r. najwyższy decyl (10%) osób zarabiających w USA stanowił 49,7% łącznych wynagrodzeń ({\displaystyle 4.97\approx 5} razy frakcja w warunkach równości), a najwyższe 0,01% osób zarabiających w USA stanowiło 6% całkowitego wynagrodzenia (600 razy frakcja w warunkach równości). 

## Obliczenia w arkuszu kalkulacyjnym
Współczynnik Giniego, indeks Hoovera i indeks Theila, a także powiązane funkcje dobrobytu można wspólnie obliczyć w arkuszu kalkulacyjnym. Funkcje dobrobytu stanowią alternatywę dla mediany dochodu. 
| Grupa                | Liczba członków w grupie | Dochód na grupę | Dochód na jednostkę | Względne odchylenie | Zakumulowany dochód | Gini                    | Hoover                | Theil                |
| -------------------- | ------------------------ | --------------- | ------------------- | ------------------- | ------------------- | ----------------------- | --------------------- | -------------------- |
| 1                    | A1                       | E1              | Ē1 = E1/A1          | D1 = E1/ΣE - A1/ΣA  | K1 = E1             | G1 = (2 * K1 - E1) * A1 | H1 = abs(D1)          | T1 = ln(Ē1) * D1     |
| 2                    | A2                       | E2              | Ē2 = E2/A2          | D2 = E2/ΣE - A2/ΣA  | K2 = E2 + K1        | G2 = (2 * K2 - E2) * A2 | H2 = abs(D2)          | T2 = ln(Ē2) * D2     |
| 3                    | A3                       | E3              | Ē3 = E3/A3          | D3 = E3/ΣE - A3/ΣA  | K3 = E3 + K2        | G3 = (2 * K3 - E3) * A3 | H3 = abs(D3)          | T3 = ln(Ē3) * D3     |
| 4                    | A4                       | E4              | Ē4 = E4/A4          | D4 = E4/ΣE - A4/ΣA  | K4 = E4 + K3        | G4 = (2 * K4 - E4) * A4 | H4 = abs(D4)          | T4 = ln(Ē4) * D4     |
|                      |                          |                 |                     |                     |                     |                         |                       |                      |
| Łącznie              | ΣA                       | ΣE              | Ē = ΣE/ΣA           |                     |                     | ΣG                      | ΣH                    | ΣT                   |
| Mierniki nierówności |                          |                 |                     |                     |                     | Gini = 1 - ΣG/ΣA/ΣE     | Hoover = ΣH / 2       | Theil = ΣT / 2       |
| Funkcja dobrobytu    |                          |                 |                     |                     |                     | WG = Ē * (1 - Gini)     | WH = Ē * (1 - Hoover) | WT = Ē * (1 - Theil) |

 W tabeli pola z żółtym tłem służą do wprowadzania danych. Na podstawie tych danych oblicza się miary nierówności, a także powiązane funkcje dobrobytu, które wyświetlane są na polach z zielonym tłem. 
W podanym tutaj przykładzie „indeks Theila” oznacza średnią arytmetyczną wskaźnika Theila obliczonego dla dystrybucji dochodów w społeczeństwie pomiędzy jednostkami (lub gospodarstwami domowymi) oraz indeksu Theila obliczonego dla dystrybucji jednostek (lub gospodarstw domowych) w społeczeństwie pomiędzy dochód tego społeczeństwa. Różnica między indeksem Theila a indeksem Hoovera jest wagą odchylenia względnego D. Dla indeksu Hoovera odchylenie względne D na grupę jest ważone własnym znakiem. Dla indeksu Theila odchylenie względne D na grupę jest ważone wielkością informacji dostarczaną przez dochód na osobę w tej grupie. 
W celu przeprowadzenia obliczeń społeczeństwo zwykle dzieli się na grupy dochodowe. Często jest cztery lub pięć grup z podobną liczbą osób w każdej grupie. Niekiedy grupy są tworzone na podstawie przedziałów dochodów, co prowadzi do różnej liczby osób w różnych grupach. W tabeli powyżej znajdują się obliczenia wskaźników nierówności dla czterech grup. Dla każdej grupy określa się liczbę osób (gospodarstw domowych) na grupę A i całkowity dochód w tej grupie E. 
Aby obliczyć współczynnik Giniego należy posortować pary parametrów A i E. W przypadku indeksu Theila i indeksu Hoovera sortowanie nie jest wymagane. A i E muszą być posortowane, aby wartości w kolumnie „Dochód na osobę” były uszeregowane w porządku rosnącym.

## Zasady użycia mierników
1. W celu zastosowania mierników nierówności dochodowych należy zdefiniować dochód. Oznacza to, że należy określić, czy powinien on obejmować np. zyski kapitałowe, przypisane czynsze mieszkaniowe z tytułu posiadania domu, płace nieodpłatne. Rozpatrzeniu powinna ulec kwestia wpływu pominięcia danych źródeł dochodu na analizę. Ze względu na powyższe czynniki, w pomiarze w niektórych przypadkach bardziej adekwatnymi miarami może być konsumpcja czy bogactwo. Konieczne jest również określenie, czy analizowane dochody są wielkościami nominalnymi, czy realnymi, ze względu na wpływ inflacji.
2. Porównanie miar nierówności wymaga, aby podział analizowanych grup na kwintyle był równomierny.
3. Należy ustalić, czy podstawową jednostką miary są gospodarstwa domowe czy jednostki. Wartość współczynnika Giniego dla gospodarstw domowych jest zawsze niższa niż dla osób fizycznych z powodu łączenia dochodów i transferów wewnątrz rodziny. Gospodarstwa domowe mają również różną liczbę członków, co może zniekształcać analizę[40].
4. W analizie powinny zostać pod uwagę efekty cyklu życia. W większości społeczeństw zachodnich jednostka ma tendencję do rozpoczynania życia z niewielkim dochodem lub bez niego, stopniowo zwiększając dochód do około 50 roku życia, po czym dochody spadają, by ostatecznie stać się ujemne. Istnieją szacunki (AS Blinder w Dekompozycji nierówności, prasa MIT) mówiące, że 30% zmierzonej nierówności dochodów wynika z nierówności, których doświadczają poszczególne osoby na różnych etapach życia[40].
5. Wzięte pod uwagę powinny zostać korzyści z wydatków rządowych, takich jak zabezpieczenia społeczne, a także ich wpływ na poszczególne grupy dochodowe.
6. Miary nierówności nie mierzą możliwych przyczyn nierówności dochodów. Niektóre domniemane przyczyny to skutki cyklu życia (wiek), odziedziczone cechy (iloraz inteligencji, talent), gotowość do podejmowania ryzyka (awersja do ryzyka), wybór między czasem wolnym a pracą, odziedziczone bogactwo, sytuacja ekonomiczna, edukacja i szkolenia, dyskryminacja i niedoskonałości rynku.
7. Miary nierówności są anonimowe – ignorują one pewne skutki mobilności dochodów, w których tożsamość posiadacza dochodu jest brana pod uwagę[40].

Świadomość powyższych kwestii pomaga zrozumieć problemy spowodowane niewłaściwym stosowaniem miar nierówności.

## Nierówności, wzrost i postęp
Dowody z ostatnich, licznych badań akademickich pokazują istnienie nieliniowego związku pomiędzy nierównością dochodów a stopą wzrostu i inwestycji. Bardzo wysoka nierówność spowalnia wzrost; umiarkowana nierówność sprzyja wzrostowi. Badania różnią się co do efektu bardzo niskiej nierówności.
Robert J. Barro z Harvard University stwierdził w swoim badaniu „Nierówności i Rozwój w Panelu Krajów”, że większa nierówność ma tendencję do opóźniania wzrostu w biednych krajach oraz przyspieszania wzrostu w wysoko-rozwiniętych regionach.
W swoich badaniach dla World Institute for Development Economics Research Giovanni Andrea Cornia i Julius Court (2001) doszli do nieco odmiennych wniosków. Autorzy zalecają dążenie do umiaru, także w odniesieniu do dystrybucji bogactwa. Zalecają szczególnie unikania skrajności. Zarówno bardzo wysoki egalitaryzm, jak i bardzo wysoka nierówność są przyczynami powolnego wzrostu. Biorąc pod uwagę nierówności w krajach dobrze rozwiniętych gospodarczo, polityka publiczna powinna być ukierunkowana na „efektywny zakres nierówności”. Autorzy twierdzą, że taki zakres wydajności (w przybliżeniu) leży między wartościami współczynnika Giniego wynoszącymi 0,25 (wartość nierówności typowego kraju w Europie Północnej) i 0,40 (w krajach takich jak USA, Francja, Niemcy i Wielka Brytania).
Inny badacz (W.Kitterer) wykazał, że w warunkach konkurencji doskonałej nierówności nie wpływają na wzrost.
Precyzyjny kształt krzywej pokazującej zależność rozwoju i nierówności różni się w poszczególnych krajach w zależności od ich bogactwa zasobów, historii, poziomu absolutnego ubóstwa, a także dostępnych programów socjalnych oraz od dystrybucji kapitału fizycznego i ludzkiego.